# Длха
Длха (слч. Dlhá) насељено је мјесто са административним статусом сеоске општине (слч. obec) у округу Трнава, у Трнавском крају, Словачка Република.

## Становништво
| Година:    | 1994. | 2004.   | 2014.    | 2024.   |
| ---------- | ----- | ------- | -------- | ------- |
| Број људи: | 397   | 368     | 444      | 420     |
| Разлика:   |       | -7,30 % | +20,65 % | -5,40 % |

| Година:    | 2023. | 2024.   |
| ---------- | ----- | ------- |
| Број људи: | 428   | 420     |
| Разлика:   |       | -1,86 % |

Према подацима о броју становника из 2024. године насеље је имало 420 становника.